# Pediobius niger
Pediobius niger är en stekelart som först beskrevs av William Harris Ashmead 1896.  Pediobius niger ingår i släktet Pediobius och familjen finglanssteklar. Inga underarter finns listade i Catalogue of Life.